# Castledermot
Castledermot (forma anglicizzata) o Díseart Diarmada (in irlandese, lett. "eremo di Dermot") è un villaggio nella contea di Kildare, in Irlanda.